# 하맹공
하맹공(河孟恭, Ha Maeng-gong, 생몰년 미상)은 유학자 하원경(河元慶)의 아버지로 고려조의 무신이다. 개성부참군(開城府參軍)를 역임했으며 봉선대부(奉善大夫)에 이르렀다.

## 생애
하맹공은 진양하씨 사직공파 제3대 선조로 아들 하원경이 자신과 같이 무관이 되기보다는 문관의 길로 가기를 원했다. 그리하여 국자감에서 학문연구와 과거 시험을 준비시키나, 하원경은 아버지의 뜻대로 진사시에 합격을 하지만 더 이상의 벼슬길을 마다하고 유학자의 길을 걷는다. 이러한 하원경의 영향으로 세대를 걸치면서 하문(河門)의 가계는 날로 번성하여 고려조에 이어 조선조에 이르는 동안, 명문의 가명을 떨쳐 나갔다.

## 가족
- 조부 : 하진(河珍), 진양하씨 사직공파 제1대 시조
  - 아버지 : 하영상(河永尙, 중정대부)
    - 아들 : 하원경(河元慶, 국자감진사)
      - 손자 : 하백부(河白富, 司正)
        - 증손자 : 하의(河義, 금자광록대부)
          - 고손자 : 하보(河保, 금자광록대부)

## 직계 주요인물
- 하자종(11세손, 병부상서)
- 하연(12세손, 영의정)
- 하위지(13세손, 예조참판, 사육신)[2][3]

## 참고 문헌
- 하승무의 晉陽河氏 家門人物硏究(2015)
- 晉陽河氏大同譜(庚辰譜, 인제대 족보도서관)
- 萬家譜(해남윤씨 종가 발행 종합보, 19세기)